# ブラック企業
ブラック企業（ブラックきぎょう）またはブラック会社（ブラックがいしゃ）とは、法的には明確な定義は無いものの、「従業員を違法または劣悪な労働条件で酷使する企業」のこと。ネット由来の言葉である。世間では「ブラック企業」という言葉が安易に用いられいるものの、実態としては過重労働・パワーハラスメント・違法な長時間労働・達成困難なノルマ・賃金未払といった、働く先として避けるべきとされている企業の総称。反対の概念はホワイト企業。

## 概要
「従業員の人権を踏みにじるような全ての行為を認識しつつも適切な対応をせずに放置している企業」との指摘もある。
英語では劣悪な労働環境・労働条件の工場をスウェットショップ（搾取工場）という。

## 語義
元々は暴力団の企業舎弟などの反社会的な企業を意味する言葉だったが、近年では労働基準法や関連法令を無視し、あるいは法の網や不備を悪用し、法を企業自らの都合の良いように解釈して、従業員に長時間労働やサービス残業などを強制する企業を主に指す。厚生労働省は「ブラック企業」について定義していないが、一般的な特徴として以下を挙げている。
- 労働者に対し極端な長時間労働やノルマを課す。
- 賃金不払残業やパワーハラスメントが横行するなど企業全体のコンプライアンス意識が低い。
- このような状況下で労働者に対し、過度の選別を行う。

「ブラック企業」は就職氷河期の2001年に2ちゃんねるの就職活動板で生まれた言葉である。当時のスレッドで、就職してはいけない企業ランキングが盛り上がっていた。他方で、法政大学就職課内で管理されていた、離職率が高く学生には勧められない、いわゆるブラックリストが当時の関係者からリークされ、画像がアップロードされた。そのブラックリストとスレッド住民が独自で作成した企業ランキングは多くの共通点があり、そこからブラックリスト企業を略してブラック企業と呼ばれるようになり、後述の映画などで広く認知されるようになっていった。
2008年には書籍『ブラック会社に勤めてるんだが、もう俺は限界かもしれない』が出版され、翌2009年に映画化された。2013年には「ブラック企業」がユーキャン新語・流行語大賞のトップテンに選出され、NPO法人POSSE代表でブラック企業に関する複数の著書を発表している今野晴貴が授賞式に出席した。
将来設計が立たない賃金（貧困、ワーキングプア）で私生活が崩壊するサービス残業（長時間労働）を強制し、なおかつ労働者（特に若者）を「使い捨て」るところが「ブラック」と呼ばれる所以である。
韓国では、そのまま言葉が輸出され韓国語でも블랙기업と呼ばれ、英語では劣悪な労働環境・労働条件の工場をスウェットショップ（英: sweatshop）（英語版記事）という。また、中国語では血汗工場（中: 血汗工廠）（中国語版記事）という（「黒企」と表現されることもある）。ただし日本では、韓国語圏でのブラック企業、英語圏でのスウェットショップや中国語圏での血汗工場の問題とはまた異なり、ブラック企業問題の被害の対象は主に正社員であったのであるが、2013年に大内裕和が提唱した、非正規労働者が被害者となるブラックバイトという派生語も登場している。企業ではなく医療機関や介護福祉施設の場合、病院ならブラック病院、介護施設ならブラック施設と呼ばれることもある。
一方、英語圏においては、直訳のblack company（英語版記事）はあまり使われていない。語源であるブラックリストと同様に、「黒=悪」という表現自体が、言葉を使用している人の意図に関わらず、差別的表現につながるという指摘も存在する。

## 発展途上国に対する先進国の搾取問題

### 発展途上国労働者搾取に対する国際問題化
発展途上国では、サプライチェーンを含めたスウェットショップが問題になっている。1990年代以降、先進国のアパレル、スーパーマーケット、スポーツ用品メーカー、玩具産業などが低賃金での労働力を求めて途上国に進出した。
発展途上国のスウェットショップ問題は、コスト削減の圧力の下、低賃金だけでなく、劣悪な工場環境で厳しい労働を強いられている状況も問題として指摘されている。発展途上国に進出した欧米企業の中にはスウェットショップ問題について企業の社会的責任を問われ、市民によるボイコット運動が起き、売り上げや株価の下落など大きな影響が出た例もある。

### 国際的な企業行動規格の制定
アメリカのNGOであるSAI（Social Accountability International）は、国際労働機関（ILO）や国連の人権や労働に関する条約に基づき、国際的な企業行動規格としてSA8000を規格化した。2005年8月現在の認証企業数は50か国881社となっている。

## 日本国内
「ブラック企業」はインターネットで産まれ、マスコミにも用いられるようになった。2000年代後半から普及した言葉である。ブラック企業は突如として現れたのではなく、日本型雇用が変容する過程で台頭してきたとの意見がある。従来の日本型雇用においては、単身赴任、長時間労働、サービス残業にみられる企業の強大な指揮命令が労働者に課される一方で、年功賃金や長期雇用、企業福祉が保障されてきた。しかし、ブラック企業では見返りとしての長期雇用保障や手厚い企業福祉がないにもかかわらず指揮命令の強さや経営者、上層部の強大な権力が残っている。それどころか、指揮命令の強さや経営者、上層部の権力に関してはむしろ従来以上に強化・徹底されている場合も多い。企業側が指揮命令をする際に何のルールも課されない状態、すなわち労使関係の喪失状態にあるとする指摘がある。
民間企業ではない公務員（教師・警察官・消防官・自衛官など）や、医師や政治家の場合でも、上記のようにサービス残業が常態化している場合、ブラック企業と例えられることもある。
1991年のバブル経済崩壊後以降、企業の経営体制は「なるべく無駄を省く」として「コスト削減」に比重を置いてきた。そうしたことからブルーカラー・ホワイトカラーや正規・非正規雇用を問わず、末端の従業員に過重な心身の負担や極端な長時間の労働など劣悪な労働環境での勤務を強いて改善しない企業を指すようになっている。すなわち、入社を勧められない企業、早期の転職が推奨されるような体質の企業がブラック企業と総称される。
また、従業員の扱いや待遇の問題とは別に、事業所の周辺環境や地元への環境・経済面への配慮や貢献、消費者のニーズやアフターケアに対する考慮が薄い企業や、サービスと質が劣悪である場合、債務超過の場合または産業構造の転換によって斜陽産業となり創造的破壊もなされずゾンビ企業化している場合、または自らの利益のために悪徳商法（詐欺、ボッタクリなど）や脱税（所得隠し）をいとわない企業もまたブラック企業と呼ばれることがある。
また、この言葉の元々の意味もあり、経営者の怠慢や不適切ないわゆる「黒い交際」によって反社会的勢力やそれに関連する人物の会社組織への侵入や干渉を許し、組織下層部の従業員に大きな精神的負担を強いている企業をブラック企業の範疇に含めることもあるため、少なくとも以下の要件が当てはまればブラック企業と呼称される（2点以上あてはまる企業も存在しうる）。
- 企業および経営者の負うべき責任を明示していない場合（組織的に責任を免れようとする企業）
- 企業コンプライアンスの精神が欠如した企業
  - 従業員の過労や公害病などの被害者（およびその親族）からの訴訟と責任（損害賠償など）を免れる企業
  - 末端の従業員（役職のない一般社員、アルバイト、パート、派遣社員）とその待遇を軽視している企業
  - 消費者（エンドユーザー）や地域への貢献度が低い企業（商品・サービスの質やアフターケアに劣る、消費者とのトラブル、地域でのトラブル〈例、騒音・異臭・違法駐車・個人的なトラブル等〉が絶えない）
  - 悪徳商法をいとわない企業

このようなブラック企業の体質や内情は、社会問題・民事訴訟・労災申請・労働基準法違反・事件（パワハラの場合は侮辱罪・暴行罪・傷害罪等、セクハラの場合は不同意わいせつ罪・都道府県迷惑防止条例違反等、経営者や従業員個人が起こす行為は詐欺罪・収賄罪・横領罪・背任罪等）・従業員の自殺などの形で表面化することもあるが、悪質な法令違反が露呈し経営者や従業員の逮捕などが起きない限り、社名やその実態が公に報道されることがない。仮に社名や経営者、パワハラ・セクハラに関わった人物の実名やその実態が報道され強制捜査が入ったとしても、書類送検のみで済まされたり、逮捕されても後に釈放・不起訴処分になったり、略式裁判により罰金刑や執行猶予で済まされる場合もある。
例えば、合理的理由のないリストラ、不当懲戒処分や名ばかり管理職、サービス残業強要、パワーハラスメント、偽装請負、過労死、社会保険の保険料逃れ、派遣切り、不当労働行為、遺族による公害病・労災の認定を求める訴訟およびその責任を免れる行為などがある。
労働問題以外に企業統治や法令遵守、企業の社会的責任にまつわる諸問題が取り沙汰される場合もあり、一般的な企業と比べればコンプライアンス全般について著しく軽視する傾向がある。また、現在ではコンプライアンス違反の発覚が発端となり、最終的に企業が経営危機や破綻にまで追い込まれるケースが増えている。
ブラック企業は基本的に日本の企業・経営者が慢性的に抱える体質・慣習に根ざした問題だが、風説・通説に基づいたレッテル貼りという一面も全否定はできず、「会社を解雇になった人間や就職活動で採用されず会社で働いたことすらない人間が腹いせに流布しているだけに過ぎない」という批判も存在する。しかし、従業員や就職希望者にとってのブラック企業の存在とは単に自身の経歴や履歴書の評価に限らず、人間関係や肉体・精神の健康や人生設計、さらには生命も破壊される可能性がある大きな脅威であり、例え不景気のような悪環境下であってもそのような企業への就職を避けようとインターネットなどでは活発な議論・情報交換は広範に行われており、その中で情報は分析され、「腹いせ」や「出まかせ」で書き込まれた情報は一律に偽物とみなされる。したがって、「会社を解雇になった人間や就職活動で採用されず会社で働いたことすらない人間が腹いせに流布しているだけに過ぎない」という批判がそのまま対抗言論として成り立っているとは言いがたい。

### 特徴・体質
「ブラック企業」体質の具体例としては、以下のような点が挙げられる。これらの実態が分かると誰も入社しないので、後述するように求人誌などで虚偽あるいは意図的に誤解を招くよう、曖昧な情報を掲載してでも入社させようとする。

#### 役員・管理職の従業員に因する問題
責任感の欠如
- 役員・管理職の従業員に「社内で強大な権限を持つ代わりに重い責任も負っている」という根本的な責任の自覚がない（実際は権限だけ大きく責任は末端に押し付けている）。
- 従業員を監禁し従業員に不利になるような契約書にサインするまで監禁する（会社幹部や上司など監禁を行なった者には監禁罪の適用の可能性もある）。
- 労働関係法規の遵守や労働安全衛生を軽視し、換気、採光、照明、保温、防湿等、労働者の健康、風紀および生命の保持のために必要な措置を怠る。一定の危険性・有害性が確認されている化学物質の調査や危険作業に従事する労働者に対する安全衛生教育を怠る。
- 経営者や上層部の負うべき責任を（広告、公式サイトなどで）明示していない。
- 独裁的経営、恐怖政治的経営、ワンマン経営、同族（親族）経営、社会的成功による増長（「成功者」としてマスメディアによるインタビュー、密着取材による）などが要因となり、成り行き任せの経営、法制度に対する軽視が蔓延している。
- 部下に対する精神的なものも含めた暴力制裁・職場いじめの横行。意図的にパワーハラスメントを繰り返し、それを指摘されると指導、言いがかりであると主張する。実際に暴力を自覚していないことも多い。指導とは名ばかりで、単なる憂さ晴らしやえこひいきによる特定の社員に対し執拗に行ってる場合もある。また暴言や暴力などのパワーハラスメント、職場いじめが起こっても「言われたことができないから」「これぐらい耐えて当然」「自分もそうやって育った」「愛の鞭」などと正当化する。または上司・幹部・先輩従業員が職場いじめに加担している。問題化（暴行や暴言の動画、音声が報道された場合）した際には「指導が行き過ぎた」など、あくまでも激励・叱責・教育・悪ふざけであると主張したり、または「世間から見ればそう見えるかもしれないが、そんなことをした（言った）つもりはない」「指導の一環であり問題はない」「思わず感情的になってやってしまったことであり本心ではない」「問題化することが問題だ」「相手の被害妄想だ」などと管理責任の全否定に走る。もしくは「ふざけていたぐらいなのに事実を曲げて報道された」として被害者の社員や報道した新聞やテレビ局に対し訴訟を提起することがある。
- 公害病や労働災害（過労など）の被害者および遺族から損害賠償や未払いの給与の支払い、懲戒解雇の無効を求める訴訟が発生したり、前述のパワハラ、いじめが報道されたとしてもその責任を認めようとしない。訴訟相手に対し示談交渉や和解調停を求める裁判を起こしたり、訴訟相手や会社を批判したジャーナリストや出版社、テレビ局、告発団体を名誉棄損罪、恐喝罪、虚偽告訴罪、窃盗罪（例：会社の備品を勝手に持ち帰ったと言いがかりをつける）、相手を逆に損害賠償請求で告訴するなど、いわゆる「スラップ訴訟」のような姿勢をとることもある。
  - 仮に損害賠償の支払いを命ぜられたりスラップ訴訟が認められなかったとしても、損害賠償の支払いを免れ、または相手を「違法行為を行った信用できない者」にしようと控訴し、さらには「出るところまで出てやる」として最高裁まで争う姿勢を見せる。最高裁で損害賠償の支払いを命じられた場合でさえ、会社側は身勝手な理由を付けて賠償金の支払いを渋る。

末端従業員の犠牲と大量消費を前提とした経営
- 一時的に大量採用したり、従業員を全員名ばかり管理職にするなど、従業員の過剰な負担や、（具体的な期間を明示せず）短期の雇用による使い捨てを前提としたビジネスモデルが構築されている。
- 従業員（特に営業職）の給与が、業務成績により歩合制への偏重が強く、過重労働や違法すれすれの営業を行わないと生活できないほどの水準。
- 上記により、人材配置もただの数合わせに過ぎないので、本人の適性は全く考慮されず、それも短期間（数か月、数週間ないし数日）で異動や転勤がある。近隣の勤務地や、同じ社屋内の別部署であっても頻繁に転勤・異動を繰り返している。従業員にとっては、転居や転勤を伴わなくても異動先の別部署での新たな人間関係の構築や取引先など外部との人間関係など、その都度従業員やその家族に相当なストレスが生じる。給与も変動し、降格になった場合は減らされ、特に「名ばかり管理職」から末端の従業員に降格になった場合、非管理職に支給されるはずの残業手当は「今まで管理職扱いだったから末端の従業員降格になっても管理職の給与体系のまま」と理由をつけられ支給しない。
- 雇われ店長、名ばかり管理職などの一部の現場の責任者がまともな権限や待遇を与えられず責任だけを負わされる。不祥事や事故が起きても末端の従業員刑事責任・社会的責任や国家資格の剥奪などのペナルティを全て負わせ、経営陣には一切の責任が及ばないシステムを構築している。また、2008年[28]と2020年[29]にそれぞれ執行役員や取締役といった経営陣の一角であるはずの「役員職」が一般社員と同じ業務内容をさせ役員であることを理由に名ばかり管理職同様残業代を支払わない「名ばかり役員」の訴訟事件も起きている。同様に契約上はフランチャイズ加盟店の個人事業主なのに、本部からの縛りがきつく経営者としての自由裁量がほぼ無い「名ばかり事業主」なのに、過大な責任を負わされ、売り上げ利益の多くを搾取されるビジネスモデルも存在している。
- 家族経営・同族経営のブラック企業の場合、役員と末端の従業員や管理職の従業員には血縁（役員が全て親族で占められていて、ほとんどの場合、親族以外は一定の役職までしか昇進できない。昇進するには親族や取引先関係者との結婚が条件）といった、決して越えられない壁がある。

周辺人物や交友関係が原因の労働環境の悪化
- 「ブラック企業」の元の意味であったと言われる「暴力団などの反社会的勢力との関わりが疑われる会社」のように、経営者・上層部・従業員に暴力団などの反社会的勢力やフロント企業との関係がある。あるいは、それらの構成員や関連の深い人物が内密ないし公然と経営に関与・干渉している。
- 役員が宗教団体の信者であり、会社組織やその指揮命令関係を利用した教勢拡大が行われている。実際に宗教団体への入信強要が行われ、入信を拒否した場合、その従業員に対して会社側が解雇や昇進・昇給で差別したり給与支払いを拒否した事例もある[PR 2]。同様に宗教めいた道徳や社会倫理の励行を唱える団体に傾倒した役員が、その教義を押し付けたり機関誌を購読させたり団体に強制加入させるなどもある。
- 同様に、経営者や役員の思想信条を従業員に押し付け、特定の政党や政治家への支持を実質的に強要したり、強制的に政党や後援会に加入させたり政治集会への参加を義務化する。それらを拒否した場合、その従業員に対して会社側が解雇や昇進・昇給で差別したり給与支払いを拒否される可能性がある。
- 会社経営の知識が一切なく、経営的責任を負う立場でもない社外の人物（元官僚や県市町村職員の天下り、経営者の親族や時には愛人など）や、経営者や会社と特定の利害関係を持つ人物が会社組織に入り込んで我が物顔で跋扈したり、会社や資産を私物化している。上記にあるように「事故が起きるのはお前たちの気の持ちようの所為だ」として工作機械や営業車の修理を惜しんで精神論に転嫁させたり、無茶苦茶な販売目標の設定や出張費削減のため遠隔地に日帰りで出張に行けなど現場の実情や現実性を無視した素人経営や、反社会的勢力による組織や経営への介入・干渉が引き起こされるなど、労働環境悪化の原因となる。

会社の宗教化
- 経営者・創業者およびその家族を神格化し、個人崇拝を強制する。職場に経営者・創業者の写真、肖像画、銅像が飾られており朝礼や出社・退社時、通りかかる際に礼をする。経営者の偉業を讃えることを趣旨とした社内行事があるなど。さらに、経営者の個人歴や言語録の暗記、経営者の著書の購入の強制、その著書の感想文の提出の強制などが通常の業務の一環もしくは「業務外で創業者の著書を読み感想文を書いて後日提出しろ」として義務付けられており、経営者への信仰心が仕事の評価に繋がる仕組みになっている。
- サービス残業など劣悪な労働環境を正当化しており、それらを自主的に行わざるを得ない雰囲気が作られている。外部で問題化した際は「従業員が自主的にやっている」などと主張したり、信仰心の強い社員の言動を盾に「これを問題化することは従業員（あるいは会社）に対する侮辱だ」と主張する。

#### 組織の欠陥
組織の硬直化
- 職務分掌がまともに機能していない。合理的かつ合法的に仕事を行う組織やルールを作らない、作ることができない。存在していても、むしろ守らないことがルールになっている。
  - 社訓があっても守られていないか、逆に違法あるいは違法すれすれのルールが社訓になっている。
- 「『はい』以外の返答の禁止」「サービス残業、鉄拳制裁（暴力）はわが社の誇りである」「スパルタ式指導や鉄拳制裁で体や頭を鍛える」「パワハラ（暴力）ではない、愛の鞭」といった異常なポジティブ思考の強制など、上意下達と絶対服従のみが徹底化された組織。下層の従業員は会議にも参加できず、業務上の問題点の指摘もできない。

問題行為の横行、上層部の自己保身が容易
- 自分の成績や自己保身のために部下や周囲を次々と食い潰すクラッシャー上司[30]や、同様の行為を部下や同僚に行う正社員・従業員を放置し、また職場の問題として認識・対処するシステムがない。
- 従業員の人格や人権を軽視した洗脳的な教育や研修。具体的には、「能力開発」「社員研修」「自己啓発」「コミュニケーション向上」と称して人里離れた交通アクセスの不便な場所への泊り込みのセミナー参加を強制（交通費や宿泊費は従業員の給与から天引きする。研修内容も仕事とは関係ない寺での修行やロードワーク、大声での自己紹介・社訓を暗唱させる、研修中は携帯電話等のモバイル機器の使用禁止、スケジュール以外での飲食禁止等[31]）や、社内研修でもスパルタ教育などと称して日常的なパワーハラスメントで会社や経営者に対する絶対服従など従業員への洗脳を施し、本来的な研修であるはずの事務的技術ないし専門技術の習得という目的を外れ、「マナー研修」「社会人としての心得」「社会の厳しさを教える」と称して人格改造・人格破壊を行い（外部の「プロの」研修会社に委託する場合もある[注 2][注 3]）「会社のみが自分の居場所」「暴力、暴言は自分を想ってのこと」だと信じ込ませ（人生を全て仕事や会社に捧げるという「全人格労働」を洗脳によって植え付けさせる）会社のために命を投げ打ち、違法な営業勧誘やサービス残業や、後から入社する従業員にも同じことをすることをいとわなくさせる。
- 自分たちが責任を負うべき指示を口頭のみで済ませる。レコーダーなどで録音[注 4]しない限り証拠が残らないので、指示者がミスをしても証拠がない。
  - 一方「従業員が責任を負う」とする念書や誓約書を強要するうえ、従業員にコピーの控えを持たせない。
- 恣意的かつ報復的な業務命令や人事（パワーハラスメント）の横行。客観的な業績の評価が行われないため、適材適所の人材配置ができない。
- 前述の「パワーハラスメント、職場いじめ、洗脳研修」、後述の「社内カースト」により従業員を屈服させ、経営者や幹部、先輩従業員に逆らえないようにさせる。軽微なミス（例：物を落とす等）や営業成績が低い場合、多数（従業員、顧客、公衆）の面前や外からでも声が聞こえる部屋に監禁し声高に罵倒したり暴力を振るったりして始末書や退職届を書かせて、自主退職強要（俗に言う追い出し部屋、退職勧奨、リストラ教育）を強い、解雇に近い自主退職に追い込む（労働基準法では、単に「仕事が遅い」「営業成績が悪い」「ミスをした」などという主観的な理由では容易に解雇できないため。ハローワーク経由で採用したにもかかわらず解雇したら補助金が打ち切られるためでもある）。逆を言えば、ハローワーク経由を強調している場合は補助金目当てであることも言える。求人だけなら民間求人誌やハローワークでも掲示するだけでハローワーク紹介状を使わなくても良いため、ハローワーク紹介状が必要ということは補助金目当てでもある。
- 仕事のできる部下、できない部下で態度を変える。できる部下には優しいが、できない部下には厳しい態度をとる。できる部下がミスをした際には、できない部下に「お前のせいでこうなった」と責任を取らせる。できない部下ができるようになって得た成果もできる部下が横取りしたり、上層部ができる部下とつるんで、できない部下にいじめを行う。
- 監査役が形だけで機能せず、取締役と共に企業犯罪に加担しているケースもある。名義だけ監査役の人間がいる場合もある。会社の不正や法律違反・問題が起きた場合に取締役会に問題提起をしたり警察、法律機関に通告をしない。もしくは上層部の指示や不祥事が上層部に明るみに出ると制裁が待っているので社員ぐるみで隠蔽する。また、それを内部告発や犯罪行為への加担を断った従業員に対しては社内いじめ、懲戒解雇、反社会的勢力を使った脅しを行う。
- 相手が知るはずもないことも知っている前提で、主語や要点を省略した指示をする、本人にしか理解できない独自の表現を用いるなどして不明瞭な指示で部下や顧客などを混乱させる。指示が曖昧だったがために取り返しのつかない事態に発展しても責任は指示を受けた側が取らされ、改善を求めても「ピンと来ない方が悪い」「俺の心情を読めないのか」と譲らない。
- 社内カースト、正社員と非正規雇用者、営業の成績優秀者と低位置者とを意図的に階層化することを目的とした労働規約。上司より先に退社してはいけない、トイレは上司の許可が必要、末端の従業員や有期雇用の従業員はエレベーターを使用してはいけない、営業成績最下位の者は屈辱的な罰ゲームをさせる、愛の鞭と称した体罰や暴力を社従業員の面前で振るわれる、など。
- 勤務時間外の朝礼で、毎回社訓・訓話の大声での唱和や、終礼・反省会、業務の準備などを強制的に行わせる。
- 役員の価値観に基づいてた社会奉仕活動を、従業員に勤務時間外で強制する。

従業員への過重な負担
- 強烈なプレッシャーとストレスが掛かり続ける結果、会社組織末端の従業員や下級管理職がうつ病やPTSDなどを発症して次々と倒れていく。会社側はそのような者に対しては「用済み」として解雇したり、さらには懲戒解雇にすることさえある。最悪の場合、自殺者が発生する。自殺者が発生しても会社側は一切責任を取らず、遺族から裁判を起こされても自らの責任を全く認めようとしない。それどころか、逆に遺族に対して損害賠償請求を求めてくるケースさえある。
- 肉体労働において作業環境、必要人数や従業員個人の力量や健康状態を無視した過重労働。従事する従業員に極度の疲弊や過労を誘発。やはり心身への悪影響、ひいては重大な災害や上記のようなケースに至る。
- 仕事とプライベートの区別がない。業務に私情を持ち込み、私情に業務を紐付ける。親睦を深めることを口実にしたプライバシーへの干渉、業務の効率化を目的とした生活指導など。
- 上層部が仕事に一切関与しない。単に現場を視察するだけで何もしなかったり（トラブルがあっても「自分で何とかしろ」と責任を押し付ける）、事務整理や外回りと称して仕事とは無関係な遊びや自分の趣味などに没頭している。それにもかかわらず過重労働している部下に比べて高給をもらっている。
- 勤務時間外や休日での会社の行事（飲み会、懇親会、運動会、ボランティアなど）や政治活動（保守系団体か革新系団体かは問わない）にも参加を強制（建前上は自由参加の場合も多い）。欠席者を無断欠勤扱い、職場で告げるべき重要な連絡を酒の席に持ち込むなどして、参加せざるを得ない状況を作り上げる者もいる。
- 従業員の家族までも対象にした社外活動や、それを契機にした「家族会」の活動、社内結婚・見合いの半強制的な“推奨”、冠婚葬祭への介入などで家族ごと会社に縛り付ける。
- SNSを通じた24時間体制での干渉。SNSやブログでの実名アカウントの作成を強制、もしくは私的アカウントの情報提示と企業や仕事関係者のフォロー（Facebook、Twitter、Instagramなどでの「いいね」やコメント）を強制し、勤務時間であるかどうかに関係なく四六時中の公私混同ネットワークを形成する（深夜でもメール、電話、ツイートを行い、すぐに返信しなければ翌日の出社時に叱責を受けるなど）。

従業員の対抗への封じ込め
- 労働組合や労働問題の相談室は存在しないか、形骸化している。御用組合に強制的に加入させる（黄犬契約で違法）。御用組合が「'第二人事部'のような存在となり、加入している組合員を監視させている場合もある。労働争議が起こった際も御用組合が会社の主張を労働者側に無理やり認めさせて「和解」させるケースも。
- 経営陣が従業員の言動を徹底的に監視する。社内の盗撮や電話の盗聴、監視カメラ（社用車や運送用車両のドライブレコーダーも含む）、社内で営業など外回りの社員に持たせる携帯電話のGPS情報の悪用、密告の奨励、交友関係の監視やサーバー上に保存されているメール・インターネットのアクセス履歴やキャッシュの盗み見[注 5]、SNSやブログでの発言の監視やプライベート活動の監視など。目的は従業員同士の団結をさせないこと。およびプライベート（勤務時間外）での活動や人間関係を盾にした制裁や脅迫。このような会社は労働組合、御用組合すらない会社もある[注 6]。
- 行政機関（労働基準監督署・社会保険事務所など）の職員が訪問した際、または呼び出された際、経営者に不都合な話を聞かせないよう社員を隔離し、会話に立ち会わせない。また、指導内容に基づく改善より、通報者の特定を優先し見せしめ的処罰をする。

#### 給与・待遇の問題
サービス残業の恒常化・過重な責任
- 常に収益の向上を名目とし、人件費削減を過剰に追求しているため、仕事量と内容に対して人数が絶対的に不足しており、作業量が過重な上に増員や分業もできない。例えば技術的な知識の浅い素人が「セールスエンジニア」「技術営業部」などの肩書きで、「外回り営業」をしながら同時に「自社製品のメンテナンス」を兼任させ、本来は專門技術や資格が必要な「修理作業」も行わせる。
- サービス残業が恒常化し、定時に終わらせることなど到底無理な仕事量を押し付ける。定時に社員全員のタイムカードを押させるなど工作し勤怠記録の偽造や捏造、あるいは悪質なケースでは勤怠記録の改竄する場合もある。または「定時までに仕事をこなせなかったお前が悪い」などと叱責し、サービス残業を強制することも。
- 残業手当を大幅な時間ごとで区切る（実際は1分でも超過すると残業代が発生するが、そのことを従業員には伝えない）。1時間の場合は1時間になる前（59分）にタイムカードを切らせ、1時間分の残業手当を支給させないようにする。
- 余程の重症や周囲に支障が発生するもの（法定伝染病など）でない限り、病気になっても休暇・早退を認めない（法定伝染病でも休暇を認めない場合もある）。入院や自宅療養になった場合でも休暇扱いにはせず解雇したり自主退職に追い込む（懲戒解雇にする場合さえある）。虫歯の場合治療の時間が取れず重症化した例もある[PR 5]。
- 勤務時間外や休日の「接待」（特に「接待ゴルフ」）の頻度が異常に高い。
- 部下や社員を付き人や家政婦のような扱いをする。休日や業務終了後に私的に呼び出し、雑用係として連れまわしたり、掃除や家事をさせたりする。自分からの呼出しに最優先で応じられるように休日の過ごし方や仕事のやり方も指導する（ほとんどの場合「社員が自主的に応じた」「仕事とは無関係」として「休日出勤」「残業」の扱いにしない）[注 7]。
- 過労や心身の不調（風邪、虫歯、アレルギーなど）、労働災害に対し自己責任論を持ち出す。従業員に非現実的な身体能力や根性論（絶対に疲れない、眠くならない、人体に有害な環境でも平気、炎天下で水分補給しなくても大丈夫、泥酔しても安全運転etc）を求め、全ては従業員の能力不足に起因するというスタンスを貫く。
- 社用車での営業、配送、レンタカーの回送業務の場合、無茶苦茶な納期や制限時間を従業員に与え間に合うためにあらゆる交通違反行為（スピード違反、あおり運転、過労運転など）を行うことをいとわなくさせる。

人事考課制度や給与システムの恣意的な運用
- 「成績や頑張りに見合う」「努力が報われる」などという、主観のみの給与制度として成果主義や年俸制を導入する。営業部門・技術部門だけでなく定量的な判断が難しい人事・総務部門にすら導入。上層部は難癖をつけて社員の俸給を上げないように意図的に悪い評価を付ける。
- 残業手当の支給を免れるため、裁量労働制やフレックスタイム制やみなし労働時間制を悪用して、社員の拘束時間を無制限に延ばす。
- トライアル雇用や若者チャレンジ訓練、特定求職者雇用開発助成金といった、国（厚生労働省）の就業支援のための雇用制度の悪用。補助金などを搾取し、相手をしごきや過重労働で肉体的、精神的に疲弊させ用済みとなったところで解雇する。
- 当直の労働基準監督署への届出をしていないのに、当直と言い張り、時間外の勤務に対して労働対価を支払わない[32]。
- 交代勤務（2交代）の場合、拘束時間が12時間であることを直接記載せず、実働時間が8時間であるように誤認させる。
例:「昼勤 9:00 - 18:00 / 夜勤 21:00 - 6:00」（昼勤の18時 - 21時、夜勤の6時 - 9時も残業として拘束時間に含まれる）。交代勤務の中で休憩が与えられていないにもかかわらず休憩を取得したように申告させる。
- 週休一日のみで週40時間の労働を順守できないにもかかわらず、届出に「週40時間」などの虚偽を記載させる（残業時間を除く）。
- 有給休暇を認めない、あるいは可能であっても取得理由の提示、日時の変更、私事では利用できないなどの条件、制限などがある。もしくはセミナーや社内イベントなど強制参加の行事を有給扱いとし消化させる。
- 「不況で給与（賞与）が出ない」と言っても実際は減らした分を経営者・上層部が私的に流用したり、上層部の給与に上乗せしている。
- 「毎年全社員の給与をゼロベースで見直す」といった荒唐無稽な制度を社内制度と公言して憚らず、実際に運用する。本来、賃金の減額は賃金の「減額事由、減額方法、減額幅等の点において、基準としての一定の明確性」（ユニデンホールディングス事件〈東京地裁平成28年7月20日〉）を持つ賃金規定を持っていなければできないが、そのような公正な制度を持っているわけではない。
- 育児休業の制度がないか有名無実化している。育児休業の制度がある場合でも「育児休業の取得は職場の迷惑でしかなく、経営者にとっては甚大な損害である」という経営側の利益のみを追求する考えから、結婚・妊娠・出産した女性社員を、自宅通勤が困難もしくは不可能な遠隔地への異動といった人事で退職に追い込んだりする（マタニティハラスメント）。

薄給の上に経費が自腹。
- 転勤（引越し）や備品の購入に要する諸経費の全額（または一部）を自己負担させ、会社側で全額を負担しない。出張に必要な交通費や宿泊費でさえ、自己負担もしくは給与から天引きされる。
- 勤務に必要な制服や道具などを会社が負担・支給せず、逆に従業員に購入させる。購入が入社の条件というケースもある。
- 勤務に必要な設備や備品を「稟議が通らない」「なくても仕事はできる」などの理由を付けて購入せず、「どうしても欲しかったら自分で買え」と事実上の自己負担を強制する。さらに、自腹で購入させた後に社用物扱いにさせ、会社のものにしてしまうケースもある。

ミス・ノルマ未達成の過酷なペナルティ
- ノルマの達成を「できて当たり前」という認識しか持たない。
- ノルマが達成できない場合やミス（例：報告書・企画書での誤字・脱字、誤発注、商品・機械・社用車（運転者の過失の有無を問わず）の破損）をした場合、所得税や保険料などを控除した手取り額を時給に換算した場合の額が最低賃金以下になる。「罰金」「修理代」「弁償」などの名目で控除したり、給与を自主返納させたり、成績下位や未達成者の給与を成績上位者や達成者に何らかの形で移転したり、「自爆営業」「自爆」行為[注 8]を強制させて手取りがマイナスになる場合もある。
- ミスの防止、ノルマの達成率向上を理由に管理者や同僚からの職場いじめが放置、無視、黙認されており、会社都合退職や懲戒解雇（やみくもに行えば逆に訴訟を起こされたり会社が行政処分を受ける）が難しいことで却って嫌がらせによって自主退職を迫らせてる。事実上の退職勧奨（強要）状態に置かれる。
- 仮にノルマを達成し、かつ1つのミスがないにしても、売上や利益が賃金に還元されない（ノルマ達成・超過に対するインセンティブや報酬がない）[注 9]。
- あらゆる不可抗力に対しても罰金を取ったり始末書を書かせる。
例:設備の故障や、悪天候・自然災害などによる電車の遅延や運休（「遅れるのであればもっと早い電車に乗れ、始発に乗れ」「前日に会社やその周辺のビジネスホテルやネットカフェに泊まれ」「ニュースを見て天候を予測しろ」と叱責する場合もあり）、事件・事故の被害者になった場合でも「欠員が出て当該社員が会社に損害を与えた」として例外なく罰金を取る（従業員が死亡した場合でさえ遺族へ請求する）。
- また、こうして徴収した罰金や半ば強制的に「自主返納」させた給与を上司や経営者側が記録に残さず詐取して私的な遊興費などに使用したり、膨大な内部留保、不正蓄財の根幹を成している。

心身の健康を害するほどの身体的・精神的ストレス
- 2交代制や3交代制の交代勤務や、交代制勤務でなくても終電過ぎまでの勤務や何日も会社に泊まり込んでの仕事など、体調を崩したり、鬱病（うつ）などの精神障害を発症する。さらに過剰なストレスによるPTSDの発症、発作的な自殺や過労死など生命を失う事態もある。
- 上述の「クラッシャー上司」にまつわる諸問題。「クラッシャー上司」の部下にされた者は過剰なプレッシャーとストレスを掛け続けられ鬱病を発症し、次々と倒れていく。倒れて出社できない状態になれば「用はない」として事実上解雇させられる。懲戒解雇にさせられる場合さえある。

スキルアップとキャリアアップは皆無
- ブラック企業では従業員は短期間で退職に追い込まれるケースが多いが、仮に何年も勤続したところで業務スキルや専門的なノウハウがほとんど身に付かないなど、キャリアアップのシステムや支援は実質的にない。
- 対外的に通用しスキルアップに繋がる国家資格など公的資格の取得に対しては、消極的な姿勢を取る。資格取得は使役する側にとっては資格手当など人件費増加の要因でもあり、特にブラック企業では企業が必要とする従業員である場合にも対外的に通用する資格の取得完了が退職の契機になるため。さらには受験資格の証明などの必要書類を発行しない、社内行事の日程を資格試験の当日にぶつける、実技試験がある場合でも社内の機械・工具での練習を許可しないなど、受験自体を妨害する。
- 同業他社などにもその様な実情がニュース報道などで知られており、退職後や不正発覚や事故（作業中の死亡事故の多発、食品工場の場合は食中毒の発生など）による倒産後の転職活動では職歴がマイナスにのみ働く。

資格取得のノルマ化
- 「社内全体のスキルアップ」などを名目に、社外では通用しない内容の社内資格制度が乱発され、その取得数を部署や営業拠点の単位で競わされ、従業員単位で見れば事実上ノルマ化している（「接客マイスター」「お客様対応エキスパート」など）。
- 社外でも通用する資格の取得を会社が命令することもあるが、この場合、会社と取引関係がある企業の運営する民間資格・ベンダー資格であったり、国家資格・公的資格の場合は合格率の低い難関資格など、会社の都合による資格の取得で、これが絶対ノルマとして課される。

忌引制度の有名無実化
- 肉親や配偶者、実子が死亡しても職場の都合を優先させて忌引を認めない。あるいは、有給休暇がない場合、事実上忌引を認めないか、忌引制度を行使できる対象が制限される。

#### 退職
円満退職は期待できない
- 従業員側からは短期間かつ単純には辞められない。「どこに行っても通用しない」「辞められたら業務に支障が出る」「辞めるのなら違約金を払え」などと脅迫したり、「給料を上げるから、残業を減らすから考え直せ」と言って退職日を勝手に先延ばしする。一方で会社側からは自由に退職（実質的には解雇）させられる。
- 退職届を受理せず、全て懲戒解雇にしたり、さらには退職後に会社から損害賠償や違約金を請求してくる（いずれも労働基準法第16条の賠償予定の禁止になる）。悪質になると家族に請求する。
  - 退職金の支払いを免れるよう、全て懲戒解雇とし、法的根拠の有無は関係なく感情と腹いせで請求する。
  - 違約金は雇用契約書に「雇用後○か月以内に退職する場合に払う」と書かれている。
- 強制的な借金や強制貯金。退職する際に借金返済を迫るなど、会社に縛り付けるために行われる。風俗業や日雇業に見られる。
- 退職の理由欄に「自己都合」や「一身上の都合」などと記入させたり退職届と称して辞表を提出するよう強制し、いかなる理由であれ「会社都合の解雇」として処理しない。再就職に影響が出る（前職調査の問い合わせで評判を下げる）と脅す場合もある。
- 退職者が離職票や退職証明書を請求しても「退職された腹いせ」や「法律で義務付けられていない」などの口実をつけて渡さない。同様に会社に預ける必要があり、退職時に本人に返却しなければならない国家資格などの資格証明書を返却しない。
- 精神的に鬱になり出社拒否になった従業員の中には、退職代行サービスを利用する者もいる。しかしながら、退職代行サービスの中には悪質な業者も含まれるため、従業員が退職できずに苦境に立たされるトラブルも多発している。[PR 6]

### 外部からの見分け方
ブラック企業の見分け方はいくつかの方法がある。
「常識的な企業」か「ブラック企業」であるかを見極める、簡単な方法は離職率・平均勤続年数・および社員の待遇を閲覧することである。離職の理由は様々であり、全ての離職がブラック企業であることに起因するわけではないが、離職率の高い企業や平均勤続年数の短い企業はどのような大手・有名企業・上場企業や外資系・老舗でも、また逆に新興企業・零細企業でもブラック企業と名指しされる一因となり得る。しかし、離職率や退職者数は外部にほとんど公開されず、たとえ公開されていたとしてもその数字の信憑性もまた別であり、企業が急拡大している最中であったり、株式上場やM&Aなどの影響で短期的にデータと現況が激変することもあるので、企業ごとに実状を見抜く、あるいは推し量ることは難しい。
経済誌や趣味誌などの専門雑誌やニュースサイトによる報道・記事という形で企業・事業所の内部が紹介されることも少なくないが、ブラック企業でも継続的な広告出稿やサンプル提供により報道サイドと密接な関係を築いて労働問題が露呈することを防いだり、記事があっても企業のイメージアップを目的に書かせた提灯記事ということも多く、参考にならない場合も多い。
なお、2012年11月7日の日本経済新聞に、厚生労働省がまとめたとされる大卒3年目（平成21年度卒）の離職率が掲載された。それによると、全産業の平均は28.8%であり、産業別では以下の通り。
- 教育、学習支援業: 48.8%
- 宿泊業、飲食サービス業: 48.5%
- 生活関連サービス業、娯楽業: 45.0% ※理容・クリーニング業・冠婚葬祭業・パチンコ・カラオケなど
- 医療、福祉: 38.6%
- 不動産業、物品賃貸業: 38.5%
- 小売業: 35.8%
- サービス業 (他に分類されないもの): 33.9% ※廃棄物処理・自動車整備・業務請負・労働者派遣・ビルメン・警備・ディスプレイ業など
- 学術研究、専門・技術サービス業: 31.7% ※士業・デザイン事務所・広告・撮影・獣医（動物医院）業など
- 建設業: 27.6%
- 卸売業: 26.8%
- 情報通信業: 25.1%
- 運輸業、郵便業: 20.8%
- 金融・保険業: 18.9%
- 複合サービス業: 16.4% ※協同組合など
- 製造業: 15.6%
- 電気・ガス・熱供給・水道業: 7.4%
- 鉱業、採石業、砂利採取業: 6.1%

それによると、教育や宿泊、飲食、生活関連サービスといった労働集約型の業種での離職率が高い（45%以上）ことがうかがえるが、このデータでは離職した理由に触れておらず、ここでの「離職者」には転職や結婚・出産などによる「自発的な離職」も含まれているため、十分な参考にはならない。
2011年にはあるNPOの主催で、就職活動中の学生を対象とした“ブラックとそうでない企業を見分ける法”のセミナーが開催されたが、若者が「入社して内実をその身で痛感して初めて実態を思い知った」ということになったり、さらには生涯一度の新卒就職の機会をブラック企業への就職で棒に振ってしまうなどということが度々発生していることも現実となっている。
平均勤続期間が短い上に離職率も高い、すなわち従業員の入れ替わりが激しいことから、概して同一業界内の末端各所や企業所在地の周辺地域には数多くの若年層・中年層の元従業員がおり、口コミやインターネットの業界関係や地元関係のコミュニティなどを通じて企業にまつわる多くはネガティブな噂も立つ。結局、地元地域で出稿しても人材を集められなくなり、地元企業としての地縁や知名度が無い、数十kmから数百kmも離れた遠隔地や隣県・他地方で求人広告やハローワークの求人を繰り返し出稿したり、人材派遣会社を介する形で人材を集めるような企業もある。
また、ブラック企業は他者や周囲の犠牲や過重な負担、自業界の発展への阻害などを省みずに自己と経営陣の経済的利益のみを追求する利己主義的体質もその特徴であり、地元貢献・社会奉仕・地域共生・業界成長などという理念も有名無実のものであるため、元従業員との関係のみならず、事業所所在地の行政との関係も微妙なものであったり、あるいは同業者や地域の商工関係者との関係・交流が希薄・皆無であることは珍しいものではなく、さらには設立や進出から何年も経ち、幾ら規模が拡大しても地元企業や事業所としての地域社会からの実質的認知や、優良企業としての業界からの認知も得られぬまま、「内実の怪しい会社」と陰口を叩かれていたり、ヨソ者扱いをされ続けているということも多い。
以下に挙げるのは、一般的にブラック企業の可能性があるといわれている例である。

#### 求人広告/採用広告
以下は、ブラック企業が求人広告において劣悪な労働環境を示唆したり、それを隠したりするために用いる表現の例だが、このような文言があるからといって、一律にブラック企業と断定できるわけではないため、注意を要する。
求人広告/採用広告
- 企業独自の採用サイト、入社案内などのほか、就職情報会社が運営する就職サイトなどを採用広告と呼び、フリーペーパーなどの求人情報を求人広告と呼ぶことが多い。
- 求人広告/採用広告は、求人している会社が自社制作することは皆無で、就職情報会社など外部の会社が請け負って制作するケースがほとんどである。
  - 制作を依頼する際、数万円〜数十万円の広告料を支払っているため、否定的な内容が記されることはない。

- 学校のキャリアセンターに掲載される求人票とハローワークの求人票は上述とは異なり、学校やハローワークの書式に企業の担当者が情報を記すケースが多い。
- 近年ではSNSを利用して直接に求職者に情報を開示する事例が新卒採用においては増えつつある。

募集人数
- 企業の現在の従業員数に対して、大量（高い割合）の募集人数（一例：現在の従業員1,000人に対して300人の募集）である場合→社員の退職が多く、社員の入れ替わりが激しい可能性がある。
  - 特定の業種や時期によって、深刻な人手不足（若年労働者の不足）が発生することもあるため、雇用の期間を明示したうえで、大量に募集する場合は含まれない（年度末の2月～4月で需要が頻発する引越し作業の大量募集など）。

離職率
要注意な求人文言の一例である。
- 「従業員の平均年齢が○歳前後」と、記載が曖昧
  - 大半が平均年齢前後で退職しており、ベテランがあまりいない。

- 「若い仲間が多く…」
  - ベテランはいるが、若手社員の退職が多く、社員の入れ替わりが激しい。期間を明示しない短期の雇用または使い捨て・使い潰しを前提とした大量雇用を行っている疑いあり（あらかじめ雇用の期間を明示している場合を除く）。

ノルマ
- 「若い社員にも重要な仕事を任せる」
  - 未経験者同然なのに仕事の指導やアドバイスがほとんどなく、入社と同時にベテランと同等の仕事をこなすことを強要し、その責任が若手社員に転嫁される。若手社員に重量物の運搬や、危険を伴う作業を押し付けたり、名ばかり管理職に就ける場合もある。

- 「ノルマなし」を強調する
  - 「ノルマに制限がない」という意味。「ノルマ」という文言を一切用いず、「従業員が定めた自主目標（売上額など）」や会社独自の造語に言い換え、会社側が設定するよう強要する。年度の変わり目などに「自主目標」を少しずつ高く設定するよう強要する。達成できなければ暴力・暴言等のパワハラや懲戒解雇の制裁が待っている（仮にノルマを達成しても、その分の手当がない）。

- 「その他」
  - ノルマ達成や取引を円滑に進めるため取引先の相手と肉体関係を結んだり、取引先の社員、およびその親族と政略結婚させる（いわゆる『枕営業』）。

長時間労働・サービス残業
- 「アットホームな雰囲気」
  - 経営者や上司を親の様に慕い、従業員同士で兄弟のように「助け合う」ことを強要される。休日やプライバシーへ過剰に干渉され、会社が家庭であるかのようにサービス残業・付き合い残業が恒常化。休日も従業員の家族も含めた会社の行事（経営者の身内の冠婚葬祭も含む）に強制参加など、公私混同が横行している。その一方で、従業員の忌引に対しては本人が喪主である場合でも一切認めない。家庭的など、類似で言い換えただけの文言も同様である。

- 「残業なし」
  - 「残業手当がない」という意味。タイムカードで残業の記録を途中まで付けてそれ以降も残業を継続させたり、「本人の意思で残業する」と帳簿に書かせたりする。「自己責任」などという名目でサービス残業させることを指す（拒否すれば解雇をちらつかせる）。

- 「少数精鋭」
  - 仕事量に対する人員配置がきわめて過少な状況で、まともに分業できていない。残業や休日出勤も恒常化し、社員のプライバシーが干渉されやすくなる。

給与
- 客観性のない、主観のみで「高給」「好待遇」を強調する
  - 基本給に残業・休日出勤・深夜勤などの割増賃金を、労働基準法で認められる上限値まで加算し、少しでも高く見せかける。欄外にその旨が目立たないよう小さく併記することもある（例：月30万円以上可能!〈残業・休日出勤手当含む〉）。
  - 歩合給の比率が大きいにもかかわらず、従業員の平均年齢・勤続年数の割にモデル年収が不自然に高いこともあり、これらの情報が目立たないよう記載されている（基本給と手当の内訳が説明されていない）。
  - 経営者の主観的・恣意的な基準のみでしか評価せず、難癖付けて給料を上げようとしない。またはノルマ達成を当たり前と思い込み、給与はノルマを大幅に上回ったときでしか増額されない。

イメージの偽装
- 「明るい雰囲気」「明るい明日」「明るい未来」「和気あいあいな雰囲気」「親切でいい人ばかりの職場」など曖昧かつポジティブな理想・将来像を強調する
  - 「明るい」という感想を強制される雰囲気。体育会系的な体質の企業、根性論中心の営業職、精神論中心の社風、理不尽な暴力や暴言が日常茶飯事であり現状は程遠く、具体的な将来像もない。「明るい」と言っても過酷なノルマ、パワハラに苦しむ従業員の表情は暗い。

- 求人誌での好々爺風の初老の男性や綺麗目な女性の写真や、社長と社員が笑顔で語らう写真など無害そうなイメージを前面に出す企業
  - 印象操作によりブラック会社であることを逆に隠そうとしていることを疑わせる。

- 求人広告や会社の求人用パンフレットでの「働きやすい」「実力を発揮できる」「私（僕）の人生を変えた」などの体験談、口コミサイトでの高評価
  - 上層部や求人誌の制作会社による「やらせ」。逆に低評価の口コミは削除を申請したり、高評価の口コミを大量に書き込ませることで目立たなくする。

- 「初心者歓迎」「未経験者も丁寧に指導」
  - 実際は初心者は見下され、指導も体罰を伴うスパルタ指導が横行している。

- 求人サイトにおける「学生に人気のある企業ランキング」の投票でアルバイトを雇ったり社員を動員させたりして「組織票」を入れさせ、あたかも大学生に人気があるかのように偽装する。
- 求人パンフレットで社内の雰囲気や自己啓発、体験談などにページを割くのは、企業をアピールする魅力がない、もしくは内容の異常さを指摘できる者がいないため。

業種・職種の偽装
- 不人気な業種・職種で募集する際、カタカナ語や専門用語、あるいは独自の造語で誤認を導く表現を多用する。
  - 例えば、不人気な職種である飛び込みの訪問販売や営業を「販売」（小売業のような店舗内での販売と誤認されやすい）または「○○アドバイザー」「○○エージェント」「○○プランナー」と言い替えたり、「お客様サポート」が修理とクレーム対応の電話係を兼任させるなど。
  - パチンコ・パチスロ店を単に「遊技場」「パーラー」としか記載せず、パチンコ店員を「アミューズメントスタッフ」「ホールスタッフ」のように表現する。
  - ゲームセンターのスタッフも「アミューズメントスタッフ」と呼ばれることがあるため、混同しやすい。

- 高給、簡単な仕事を強調する職種には、単に「営業」「販売」「アンケート調査」（悪徳商法・詐欺的な訪問販売や勧誘の可能性あり）「接客」（違法風俗の業種・職種の可能性あり）「データ入力」（迷惑メール業者や出会い系サイトのサクラ役などパソコンやインターネットを使った犯罪を生業とする詐欺グループの可能性）「運送」「配送」（振り込め詐欺の受け子や違法なもの〈拳銃、薬物等〉の運び屋の募集の可能性）などとしか書かれていない企業もあり、業種や職種を明確に記していないのもある。
  - 悪徳教材会社の訪問販売。また、実際の「教室」である場合でも、異業種の会社が手掛けるサイドビジネスであることも珍しいものではなく、全く門外漢の上司に振り回されたり、講師業とはかけ離れた会社の本業を手伝わされることもある。

- 内勤事務の求人にもかかわらず「要普免」とする。
  - 物品の調達や別の事務所での打ち合わせ、顧客の送迎などで社用車を運転する必要性もあるが、入社後に「人手不足」「適性が欠如している」などの口実をつけ、営業職へ強制的に職種転換させるケースもある。
  - なお、地方ではホワイト企業であっても純粋に交通が不便だったり、広大な敷地を持つ会社で車での移動が必要なため、業務に関係なく通勤に車（運転免許証）が必須の場合もある。

- 業務請負会社・人材派遣会社（特に中小企業）の「営業」や「コーディネーター（内勤営業）」、「事務」
  - 請負社員・派遣社員の募集。「現場研修」や「人手不足」の名目で、取引先（請負先・派遣先）企業に単なる請負労働者・派遣労働者（作業者）として請負・派遣させることがある。

- 募集職種が「幹部候補生」
  - 小売業や飲食業など、接客業に多い。実際はただの店長募集で、正社員募集とセットになっている。店長が「名ばかり管理職」扱いをされる可能性も。

#### 面接
- 面接が一切ないか、形骸化している。大量に離職するか、またはすぐに代替の人材を確保できるため、よほどのことがない限り採用される（例え連絡なしで面接に遅刻しても、いい加減な服装・容姿でも採用される場合もある）。
- 面接時に履歴書や職務経歴書を提出（または面接前に郵送）しても、内容を精読せず質問する。正社員雇用でも履歴書も要らないところや面接時は普段着でもOKという企業もある。
- 質問の際、労働者に好都合な質問（給与・休日など）をすると、曖昧な返答しかせず、言葉を濁そうとする。
- 面接の担当者が応募者よりはるかに年上（年下の場合もある）である場合や、低学歴者（中卒者）、中途退学者、就職浪人（第二新卒）、フリーター、ニート、応募者の職業経験が浅い（転職が多い）、面接を何十社と受けている（新卒、転職活動者）場合、応募者を見下す態度を取る。
  - 応募者の「学歴不問」「職歴不問」を「中卒可」「第二新卒可」とすべきにもかかわらず、正当な理由[注 12]もないまま中卒者、第二新卒者を採用しない。
  - 中卒者である場合は「なぜ高校に進学しなかったのか?（退学したのか?）」、第二新卒者である場合は「なぜ就職しなかったのか？」「就職できない人は魅力などない」などと見下す。
- 面接の担当者が応募者に対し、家族構成や家族の職業・誕生日・応募者の血液型など業務で必要のない項目を質問する（またはアンケートに記入させる）。
- 面接時に「担当者がしてはならない質問」のことを問い詰めると、合否に関係なく突如面接を終わらせる。例として離職率を気にしていて離職率はどれぐらいですか？と聞くと、当然ながら離職率が高いので答えたくはないため。
  - 本人の責任にならない事項（本籍、家族構成など）や、思想に関わる事項（宗教、支持政党、愛読書など）を質問してはならない旨が定められているにもかかわらず、指針が守られない[PR 10]。
- 派遣社員の募集の場合は、派遣先企業での事前面接や筆記試験等。
  - 顔合わせ・打ち合わせ・面談・職場見学などの名目で行われる。交通費や拘束時間分の賃金は支給されない。
労働者派遣法により、紹介予定派遣[注 13]を除き、事前面接行為や履歴書など個人を特定する書類審査は違法である。登録型（一般職）のみならず、常用型（専門職）派遣で無期契約であっても違法行為となる。
  - スキルシートなどと呼ばれる、個人情報や学校名を隠した学歴、会社名を隠した職歴、所有資格などスキルだけ紹介する書類を派遣先に渡すのであれば、個人特定行為ではないのでグレーゾーンである。
- 休業日、あるいは業務とは無関係な場所で面接や説明会・選考試験を行う。
  - 「今の時間はたいして忙しくないから」「個人情報を扱っているので」などとの口実をつけ、不都合なものを見せないようにするため職場の見学を拒否する。
- 不採用になった場合、応募者の履歴書・職務経歴書などの応募書類を返却しなかったり（個人情報保護のため廃棄すると語っている場合を除く。返却をしたとしても履歴書のみを返却し不採用通知を添付しない）、連絡を一切行わない。または会社の経費として送料を負担すべきところが、応募者に負担させる（返信用の封筒と切手を添付するよう要求する）。

#### 職場
- トイレや玄関をはじめ、事務所、休憩室、商品保管場所ですら整理整頓がされておらず、不衛生な環境になっている。
- 人数の多い企業や部署にもかかわらず、制服・作業服などに名札・刺繍など従業員の名前・所属を簡単に確認できるものがない。従業員の入れ替わりが激しいことがうかがえる。
- 事務所の規模が、求人票の従業員数と大きく隔たりがある。派遣や請負で成り立っている会社である可能性があり、中間マージンを搾取しているだけの業態である可能性が高い。
- 同業種の企業と比較して異常に高齢者（50 - 70代の者）が多い。若手は過酷な労働条件とキャリアアップが望めない環境を嫌ってすぐに退職してしまい、辛抱強い中高年しか続かない状態になっている可能性がある。
- 経営者や一部の社員の私物が不必要に散乱している（会社の私物化が行われている可能性がある）。

#### 採用
- 採用通知を書面で通達しない。採用通知の電話連絡や雇用契約の締結後に、雇用条件を口頭のみで次々と変える。これらは録音しない限り証拠が残らない。就業規則など雇用に関する重要書類のコピーすら渡さない。
- 個人事業者として採用する。社員でない場合、労災の責任や社会保険の会社負担がない。正社員で採用されたと思っていても、労働契約書の記載が違う場合がある。あるいは正社員で採用したかのように誤認させる。
- 採用後に雇用契約書を書かせない。労働者に不利な雇用契約を締結させるため、コピーの控えを渡さない。
- 採用後に従業員の給与振込み用の口座を尋ねないか（給与が現金での支払いを除く）、または従業員に給与のシステム（タイムカード制か歩合制かなど）を一切伝えない。働きが悪ければ、給与未払いまたは減給や解雇しようと目論んでいるため。
- 法人ならば加入義務がある社会保険の制度がない、あるいは入社後一定期間を経なければ加入できない（社会保険や厚生年金や国民健康保険などは即日加入の義務がある）
- 従順な人間だけを絞り込もうとしている。試用期間中に新人教育と称して暴力行為・しごきを行ったり、過重なノルマを与えたりして絞り込もうとしている。それを耐えたとしても試用期間後に用済みとして解雇する。
- 試用期間が異常に長い。試用期間は基本2か月か3か月以内で、最長は1年である。
- 内定通知を出しておきながら、年度が替わる前に研修などを行い、働きがよくなかったり、都合で研修に参加できない場合、そこで内定を取り消す[注 14]。初めから正社員として雇用する気がないにもかかわらず、試用期間だけ雇って能力や適性が欠如していて仕事が務まらないとして試用期間終了後（あるいは期間中）に解雇する新卒切りもある。

#### 退職者
- 退職者の多くが勤務履歴を隠したり、勤務した事実自体を否定している。
- 退職者の多くが勤務中に発症したうつ病やPTSDなどに、退職後も長期間にわたり苦められている。
- 退職者にまつわる自殺や自殺未遂などといった話が事業所の周辺地域で繰り返し聞かれている。
- 退職者がその企業が関与する製品やサービスを一切購入しない（本人にとっては黒歴史であり、企業の裏事情（パワハラ、セクハラ、商品偽装、リコール隠し等）を知っている）。知人が購入しようとした場合も制止しようとする。また匿名でSNSにその企業に入社しないこと、サービスを勧めないことを書き込む。
- 退職者がその会社との関係を一切断ち切るために引越しを行う。
- 会話において、退職者がその企業や上司、経営者を「最初から存在しなかった」というタブー（所謂「黒歴史」）扱いにしている。語ったとしてもネガティブな内容に限定される。
- 企業買収を行っている場合、買収成立に前後して被買収企業由来の従業員が管理職も含めて大量に退職している。

#### データ・その他
- 上記のことが常態化していても「それが当たり前」「ウチは優しいほう」「昔はもっと厳しかった」等と言って従業員を時間をかけて洗脳するようなことを行う。
- オフィスバイオレンス（職場内暴力）であるパワーハラスメント・セクシャルハラスメントや職場いじめ、企業不正や企業犯罪に関する裁判例・報道事例が多数ある。
- 過去にいた従業員（解雇、自主退職、自殺）についても話題があっても「最初から雇ってない」「その話をするな」とタブー扱いにする。
- 書類や備品の紛失など事務処理や管理がずさんだったり、契約書で責任範囲が明らかにされるのを嫌い、口約束のみで済ませるなど、適切な労務管理がなされていない。
- 過去に労災事故を何度も発生させている（同様の事故を未然に防ぐための安全対策が施されるも、教育が定期的に実施されていない。発生しても謝罪を一切行わない）。
- 経営者の自家用車が会社の雰囲気に似合わない高級車もしくは改造車、また日常的に外部からその車が出入りしている。フロント企業やその関係者から援助を受けている可能性がある。
- 「労災隠し」「パワハラ隠し」「セクハラ隠し」や、この様な被害を受けた従業員への退職強要にまつわる情報や噂が事業所周辺で絶えない。
- 俗にいう規制5業種（建設、通信、銀行、空運、電力）ではないにもかかわらず、高額な費用が必要になるヤメ検弁護士や大物警察OBを取締役・監査役・顧問などのポストに迎えている。
- 関係各所との関係が良好ではない。あるいはそもそも希薄である。
  - 行政や所轄官庁、労働基準監督署、商工会・業界団体などとの関係が順調・正常ではない。またはそのような情報が存在する。
  - 規制逃れや査察・検査忌避などの話がある。
  - 労働基準監督署や労災の責任などから逃れるため（またはイメージダウンを偽装する）ため、社名の変更や社屋の移転（引越し）が頻繁に行われている。社名変更後は過去の会社名は存在しないと言ってタブー扱いにする。
- 社長など経営幹部が、勤務時間中に毎日ブログを更新したり、SNSで毎日書き込みをしている（勤務時間外による私的な書き込みを除く）。または本業をないがしろにし、ブログやSNS、ほかの遊びに熱中している場合もある。
- 取引がある場合、突然担当者が交代する。そして前任者と後任者の引継ぎが行われていないことが多い。前任者の突然の退休職、転勤、解雇によるものだ。後任者に対して前任者について質問しても後任者は把握していないと答えざるを得ず、取引が円滑に進まなくなる。
- 取引の際、相手に過剰なノルマを与え、ノルマを達成しても「気が変わった」と理由をつけ契約を破棄する。
- 事業所の近辺で募集すると応募者が集まらないため、事業所から離れた地域（例えば首都圏の事業所なら北海道や沖縄県などといった遠隔地が多い）のハローワーク（職業安定所）などを通じて求人票を出す。
- やましい理由により戸籍上の本名の姓を変更して雲隠れする(名前は変わっていないが姓は変わる)。具体的には婚姻で配偶者の姓を本名にしたり（逆に離婚時に元の姓に戻したり）、養子縁組をして養親の姓を本名にするなどである。姓自体を偽名ではなく本名で（資金洗浄のマネーロンダリングなどと同様に）姓のロンダリングを行って、個人情報の姓に関してはうやむやにする。社長など幹部で収入も多く立場も高い場合に男性経営者の場合は妻が改姓（女性経営者は夫が改姓）で配偶者が嫁入り（婿入り）という形を取る場合がほとんどでビジネス上の本名をそのまま使う（相手が改姓する）か、婚姻しても仕事便宜上の旧姓を用い続けるといったことが考えられるが、その逆をあえて行うということは姓を変えてまで雲隠れしたい裏事情がある可能性が高いことがうかがえる。両親の離婚で親の旧姓を名乗ったり、養子縁組を解消して元の姓を名乗るといった戸籍上の姓を変えることができる物はすべて該当する。
- 近年のLGBT（性的少数者）への配慮で、同性愛者もしくはトランスジェンダーで体と心の性が一致しない場合に、同性のパートナーで戸籍上の夫婦に近い関係まで築くことができる制度を悪用し、取引先と政略結婚させる（枕営業のような行為）などを同性同士で行わせる。これは通常の異性同士の婚姻と同類だが、ブラック企業として悪用し会社の利益のためだけに通常の婚姻と同様に同性パートナー制度を用いる。

### ブラック研修
企業において行われる研修で、社員の人格を否定したり、不可解なことを強要したりして経営陣に都合の良い価値観を押し付ける「ブラック研修」と呼ばれるものがある。洗脳目的の研修が行われることもある。

### ブラックバイト
「ブラック企業」から派生して、アルバイトやパートタイマーでも、従業員の休みや定期試験や子供の学校行事といった、従業員の希望を無視した勤務体系を組んだり、長時間労働をさせたりといった働かせ方をさせる「ブラックバイト」という呼称が登場してきている。
特に高校生や大学生のアルバイトの場合、学業を優先すべきにも関わらず「試験前なのに休めない」といった声があり、中にはそれが原因で、高等学校や大学の中退を余儀なくされたケースまである。
このような状況に甘んじてしまう背景には、
- 正社員または契約社員が行うべき業務を、アルバイトで代用している
- 社会経験のほとんどない労働者の知識不足につけ入る（特に法律面の無知など）
- 労働者の資金難（仕送り減、ひとり親世帯、就活費用など）
- バイト・フリーター間の競争激化による再雇用が難しい現実

がある。またアルバイトに対する年長者（学生の親世代など）の意識に「嫌なら辞めればいい」「バイトは気楽」といった安易な考えや「社会に出ればもっと厳しい」「それで辞めるようならどこに行っても通用しない」といった根性論を持つといったジェネレーションギャップがあるため、苦境が伝わりにくいとも指摘されている。

### コロナ禍におけるブラック企業
新型コロナウイルスが感染拡大し、勤務外ではいわゆる自粛警察におけるコロナ罹患者または医療従事者への差別が問題になっているが、ブラック会社においてはコロナ感染よりも利益を優先する態度でテレワークの導入や時差出勤やオフィス内のいわゆる「ソーシャルディスタンス」の対策もせず社員への対応を無視しているか、逆に「コロナ禍」における企業活動の制限や社内での感染拡大防止のためと称して過剰になって「飲み会」の禁止や、自衛隊や警察消防以外の職種であっても旅行や帰省の禁止もしくは許可制に変更したり、マスク着用・アルコール消毒・ワクチン接種を「義務化」（特に外来患者、利用者、入院患者への感染防止の観点から医療法人や社会福祉法人に顕著）し、体質・持病を理由に不可能もしくはマスクの代わりにフェイスシールドの着用や安全性が担保できる国産ワクチンが完成するまで接種しないと主張すると問答無用で解雇か出勤停止・休職（無給休暇扱い、懲戒処分的に「停職」になる場合も）にされるなど（労働基準法の範囲では労働時間外での移動制限は従業員への要請に留めると解される）ブラック企業的な側面が露わになることがある。
例えば、マスクが購入できなかったり皮膚や呼吸器系の疾患を理由にマスク着用やアルコール消毒が出来ない社員に対し“業務命令”に反しマスク着用やアルコール消毒をしなかったことを理由に始末書の提出や解雇や出勤停止を命じられたり、またワクチンの先行接種が開始された医療従事者や介護従事者において、アレルギーや基礎疾患を持っている看護師や介護士がワクチン接種を拒否したら退職か休職を余儀なくされる、または嫌がらせや「業務停止になったら損害賠償請求する」と恫喝などの退職強要（ワクチンハラスメント）も横行している。実際にアメリカの航空会社ではワクチン未接種の社員を解雇や保険料上乗せといった差別化を図っている。
この他にもテレワークを導入して自宅での勤務であっても、勤務外でもパソコンの前で待機していろと命令したり、Webカメラを通して部屋の様子を見て冷やかしやセクハラまがいの言葉をかけたり、オンライン飲み会の強制参加（リモートハラスメント）、「自宅にいるから」という理由でそれに伴う残業代の不払いや休日出勤の割増賃金もしくは代休措置を取らせないなど問題になっている。

## ブラック企業への対応

### 労働者側の対応
- 社内においては単独でも集団でも対応は無理である（前述のように、ブラック会社の労働組合や労働問題の相談窓口は存在しないか、存在していても「御用組合」だったり形骸化している場合が多い。また本社（複数の支社を展開している場合）に告発文を提出しても無視されたり、逆に密告したということで告発者（集団の場合、代表者もしくは全員）が何らかの懲罰（減俸、懲戒解雇など）を受けることもあるためまともな対応は期待できない）。状況が悪化する前に厚生労働省本省労働基準局、都道府県労働局、または、労働基準監督官に告訴状（または、告発状）を提出、もしくは、口頭で告訴、告発、暴行・セクハラに遭った場合は警察に被害届を提出、ユニオン（個人単位で加入できる外部の労働組合）、労働問題を主体に受け付ける弁護士（例：日本労働弁護団）や相談窓口への相談や 退職代行サービス など外部の力を借りる [35]。
- 書面のコピーや記帳（日記など含む）、写真、パソコンの更新履歴、音声、動画、医師の診断書などできる限りの証拠を残し（仕事内容、タイムカードの記録、サービス残業、暴言、暴行、仕事ができるようにするための教育の有無など）、都道府県労働局、労働基準監督署、労働基準監督官に相談するのが最も主流なやり方である[注 17]。

### 政府の対応
厚生労働省は離職率が高かったり、長時間労働で労働基準法違反の疑いがあったりする全国の約4000社に対し、2013年9月より実態調査を始め　重大で悪質な違反や改善が見られない、企業の社名や違反内容を公表すると発表をした。
2015年（平成27年）4月1日に、東京労働局と大阪労働局の局内に『過重労働撲滅特別対策班』（通称：かとく）を設置し、労働基準法違反の事業所摘発を強化している。
2015年（平成27年）の通常国会において、既存の「勤労青少年福祉法」を「 青少年の雇用の促進等に関する法律」へと改正。一定の労働関係法令違反を行った企業等について、ハローワークが新卒者の求人申込みを受理しないことができることとした。また、新卒者の募集を行う企業に対して、企業規模を問わず、幅広い情報提供を努力義務化するとともに、応募者等から求めがあった場合は1つ以上の情報提供を義務化した。

### 政党の対応

#### 自民党
2013年4月8日、自由民主党雇用問題調査会はその対策としてブラック企業の社名公表などの措置を政府に提言する方針を固め、同年夏の第23回参議院議員通常選挙に党の公約として明記することを検討したが、最終的には見送られた。

#### 日本共産党
2013年5月15日、参議院予算委員会で、日本共産党の山下芳生がブラック企業の実態を示し、政府に対策を求めた。

### 市民団体の対応

#### ブラック企業対策プロジェクト
職場で法が順守される社会、ブラック企業によって若者が使い潰されることのない社会を目指して、2013年9月に設立された団体。政策提言やセミナーの開催、関係機関との連携などをおこなっている。

## 関連書籍
- 大内裕和:著。斎藤貴男、佐々木賢、児美川孝一郎、今野晴貴:対話 『ブラック化する教育』（青土社、2015年5月22日）ISBN 978-4-7917-6863-9
- 中沢彰吾 『中高年ブラック派遣 : 人材派遣業界の闇』講談社現代新書（講談社、2015年4月16日）ISBN 978-4-06-288314-6
- 大内裕和、今野晴貴 『ブラックバイト』（堀之内出版、2015年4月9日）ISBN 978-4-906708-57-4
- 松田茂利 『学校は究極のブラック企業』（文藝書房、2015年1月16日）ISBN 978-4-907158-10-1
- 川村雅則、角谷信一、井沼淳一郎、笹山尚人、首藤広道、中嶌聡:著 『学校で労働法・労働組合を学ぶ : ブラック企業に負けない!』（きょういくネット、桐書房、2014年11月11日）ISBN 978-4-87647-845-3
- しんぶん赤旗日曜版編集部 『追及!ブラック企業』（新日本出版社、2014年11月8日）ISBN 978-4-406-05837-7
- 小西誠 『自衛隊この国営ブラック企業 : 隊内からの辞めたい死にたいという悲鳴』（社会批評社、2014年10月）ISBN 978-4-907127-11-4
- NPO法人POSSE 『しごとダイアリー2』（堀之内出版、2014年6月20日）ISBN 978-4-906708-53-6
- 秋山謙一郎 『ブラック企業経営者の本音』（扶桑社、2014年3月3日）ISBN 978-4-594-07002-1
- 今野晴貴 『ブラック企業ビジネス』（朝日新聞出版、2013年11月9日）ISBN 978-4022735317
- 今野晴貴 『日本の「労働」はなぜ違法がまかり通るのか』（星海社、2013年4月26日）ISBN 978-4061385320
- バベル編集部 『ブラック企業名鑑』（バベル、2013年）ASIN B00F5HT5MC
- 恵比須半蔵 『あらゆる就職情報は操作されている　〜ブラック企業が仕掛ける就活のワナ〜』（扶桑社、2012年11月30日）ISBN 978-4594067168
- 今野晴貴 『ブラック企業 日本を食いつぶす妖怪』（文藝春秋、2012年11月16日）ISBN 978-4166608874
- 恵比須半蔵(作), ichida(画) 『うちの会社ブラック企業ですかね？』（彩図社、2012年6月20日）ISBN 978-4883928699
- 蟹沢孝夫 『ブラック企業、世にはばかる』（光文社新書、2010年4月）ISBN 978-4334035600
- 間宮理沙 『内定取消！終わりがない就職活動日記』（日経BP社、2010年3月）ISBN 978-4822248017
- 恵比須半蔵 『実録・ブラック企業の真実』（彩図社、2009年）ISBN 978-4883926817
- ムネカタスミト 『ブラック企業の闇 - それでもあなたは働きますか?』（晋遊舎、2008年5月）ISBN 978-4883807758
- 恵比須半蔵 『就職先はブラック企業 - 20人のサラリーマン残酷物語』（彩図社、2008年）ISBN 978-4883926718
- 笹山尚人『人が壊れてゆく職場 - 自分を守るために何が必要か』（光文社新書、2008年）ISBN 978-4334034627
- 宮本政於 『お役所の掟 - ぶっ飛び「霞が関」事情』（講談社、1993年4月）ISBN 978-4062064279
- 原俊 『「シロアリ社員」があなたの会社を食いつぶす』（幻冬舎メディアコンサルティング、2013年）ISBN 978-4344999428
- 原作:とんたにたかし 漫画:鈴木マサカズ『ダンダリン一〇一』(講談社モーニングKC、2010年)ISBN 978-4063729436